# 魏國太夫人何氏
何氏（9世纪?—910年9月9日），五代十国赵王王镕的母亲，王景崇的妻子。
以她封號及姓氏看來，可能是何氏魏博節度使 （何進滔，何弘敬，何全皞祖孫三代）親屬。883年，丈夫逝世。年仅十岁的王镕继任成德节度使，一直接受母亲的抚养教导。史称何氏“有妇德，训镕严”。后梁开平四年八月初三（910年9月9日），何氏去世，梁太祖朱温派使者前去吊唁，起用守丧期间的王镕，授予官职。王镕在母亲去世后，开始放纵自己，黩货财，姬侍千人，仪服僭上，求长生不老，最后终于身首异处。